# 小羊蹄
小羊蹄（学名：Rumex nipponicus）为蓼科酸模属下的一个种。